# Consejo General de Huelga
El Consejo General de Huelga (CGH) fue el órgano de dirección política del movimiento estudiantil de 1999-2000 en la Universidad Nacional Autónoma de México (UNAM), entre 1999 y el año 2000. El CGH se constituyó el 20 de abril de 1999 por estudiantes de todas las escuelas, facultades y colegios de la UNAM quienes, luego de votar en plenarias por cada entidad, decidieron iniciar un paro indefinido de labores en la universidad, a causa de las reformas en el Reglamento General de Pagos (RGP) impuestas por el rector, Francisco Barnés de Castro. El RGP establecía un incremento en las cuotas de inscripción, así como de cobros por trámites y servicios. Este hecho constituyó una nueva intentona de revertir la gratuidad de facto que prevalecía en la universidad debido a la falta de actualización del RGP que databa de 1966. Anteriormente, los movimientos estudiantiles de 1986-87 y 1992, encabezados por el Consejo Estudiantil Universitario (CEU), enfrentaron y lograron frenar las intentonas de reforma impulsadas por el entonces rector, José Sarukhán Kermez. 
El CGH tuvo muchas similitudes con el CEU, pero "[...] en lo que se refiere a las formas de organización y la toma de decisiones el movimiento hizo todo lo posible para diferenciarse de su predecesor, en parte porque los tiempos políticos habían cambiado, y en parte porque predominaba una lectura del pasado que achacaba los errores del CEU tanto a la aceptación de liderazgos unipersonales como a una dinámica asamblearia basada en la aprobación o el rechazo a las decisiones tomadas en el vértice de la organización." La organización interna del CGH, de hecho, se construyó con la intención de que predominara el peso de las asambleas como generadoras de resolutivos, mientras que las plenarias debían fungir como espacios de deliberación para la toma de acuerdos con base en dichos resolutivos. Las plenarias del CGH se llevaban a cabo de manera itinerante entre las escuelas y facultades de la UNAM que contaran con las condiciones para recibir a un nutrido grupo de estudiantes y simpatizantes del movimiento. Los 120 delegados, tres por cada una de las 40 asambleas locales, contaban con voz y voto y, en la mayoría de los casos, eran rotativos.
Sin embargo, desde muy temprano fue claro que el CGH "[...] no era una organización homogénea de estudiantes convocados espontáneamente por un liderazgo único, sino una complicada maquinaria diseñada precisamente para anular toda intención hegemónica por parte de las diferentes corrientes políticas que lo conformaron desde el inicio. Una dinámica que sin duda funcionó con bastante éxito durante los primeros meses del conflicto, cuando la presencia de los estudiantes en las escuelas y facultades era masiva, pero que perdió efectividad conforme éstos se fueron alejando." El vaciamiento de las asambleas locales agudizó los conflictos internos en los que las diferentes corrientes que conformaban al CGH se disputaban la hegemonía del movimiento. Entre la opinión pública, y gracias a la campaña de desinformación orquestada por numerosos medios de comunicación, estas divisiones fueron sumariamente descrita como un conflicto entre "ultras" y "moderados". De acuerdo con dicha narrativa, mientras los moderados serían aquellos grupos más proclives a la negociación, los ultras se caracterizaban por su negativa a una salida negociada del conflicto.
Entre el 5 y el 6 de febrero del 2000, la Policía Federal Preventiva ingresó al campus universitario y detuvo a todos los presentes en la asamblea, que se llevaba a cabo en el auditorio Che Guevara de la Facultad de Filosofía y Letras; esa fue la última sesión del pleno del CGH durante la huelga. Luego de ello, el CGH se reunió "en el exilio" en la Universidad Autónoma Metropolitana, hasta que pudo volver a la UNAM. A partir de entonces, las divisiones en su interior se acentuaron, dado que las asambleas por escuela, que eran su fundamento, se fueron agotando paulatinamente.
Como parte del desgaste producto de la detención de buena parte de los integrantes del movimiento, la ocupación de las instalaciones y la ausencia de asambleas locales, el CGH se dividió en dos facciones: por un lado, un grupo que se reunía en el Auditorio Che Guevara, donde entre otros participaban distintos colectivos de la Facultad de Filosofía y Letras, el Frente de Lucha Estudiantil Julio Antonio Mella, de la Facultad de Ciencias Políticas, el Movimiento Estudiantil Revolucionario de Izquierda (MERI) y algunos padres de familia; por el otro, otra reunión en la Facultad de Economía, con la Corriente en Lucha, el Centro Libre de Experimentación Teatral y Artística (CLETA), Conciencia y Libertad y otros. 

## Pliego petitorio

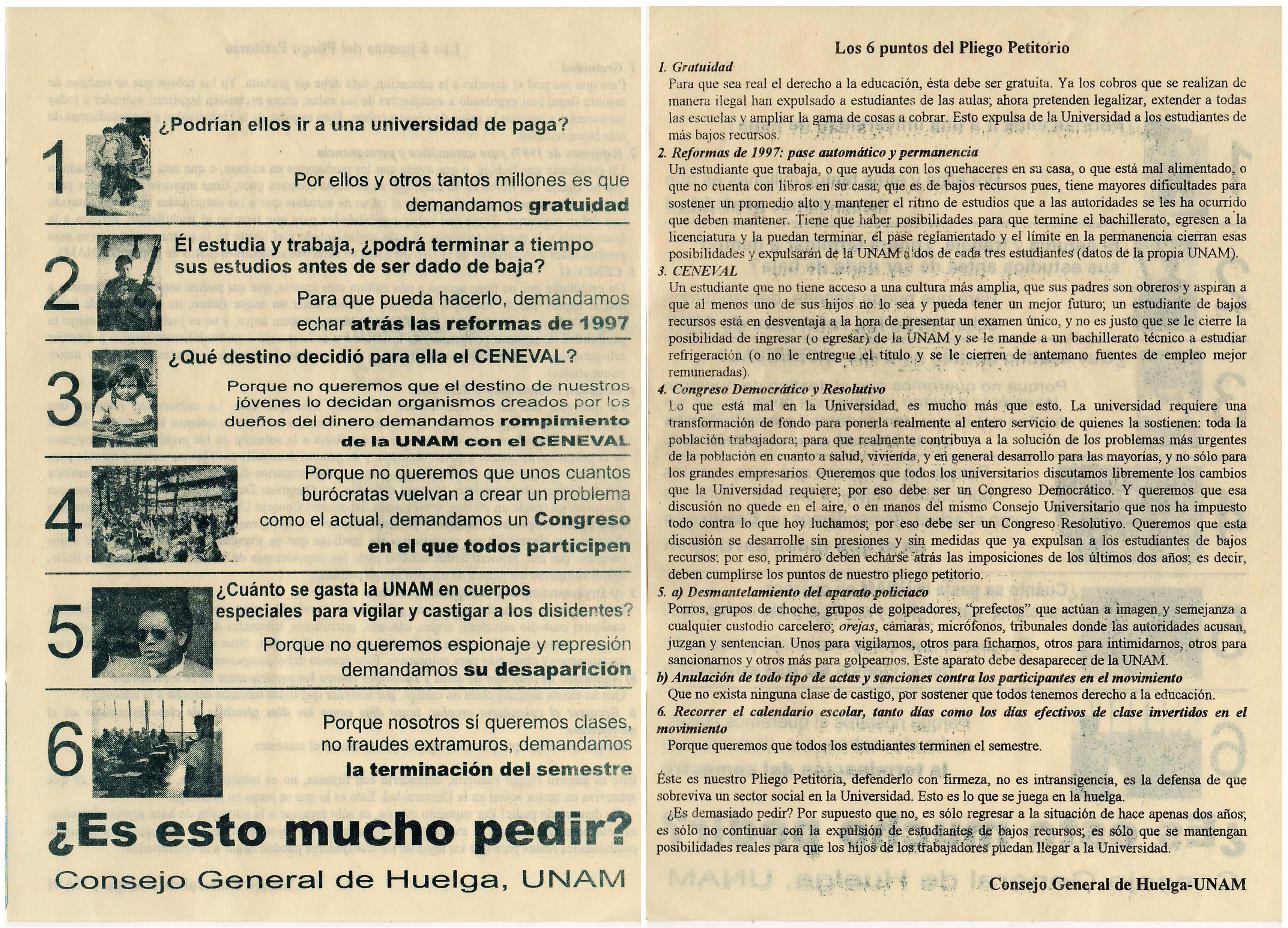
Volante donde se explican los seis puntos del pliego petitorio del CGH

El pliego petitorio del CGH constaba de seis puntos:
- Abrogación del Reglamento General de Pagos y anulación de todo tipo de cobros por inscripción, trámites, servicios, equipo y materiales.
- Derogación de las reformas aprobadas por el Consejo Universitario en junio de 1997. Esto significa recuperar el pase automático, eliminar los nuevos límites de permanencia a los estudiantes de la UNAM y respetar la elección de carrera dando prioridad al bachillerato de la UNAM.
- Congreso democrático y resolutivo en el que toda la comunidad discuta y decida sobre los problemas que enfrenta nuestra universidad y cuyas decisiones tengan carácter de mandato para toda la comunidad universitaria y sean acatadas por las autoridades.
- Desmantelamiento del aparato represivo y de espionaje montado por las autoridades y anulación de todo tipo de actas y sanciones en contra de maestros estudiantes y trabajadores que participamos en el movimiento.
- Corrimiento del calendario escolar tantos días como los días efectivos de clase suspendidos por el actual conflicto, con la correspondiente anulación de las clases extramuros.
- Rompimiento total y definitivo de los vínculos de la UNAM con el Centro Nacional para la Evaluación de la Educación Superior, A.C. (Ceneval), y, en consecuencia, la anulación del examen único de ingreso al bachillerato de las universidades y escuelas públicas, así como del Examen Único de Egreso. (El sexto punto se agregó el 3 de mayo de 1999 en Asamblea del CGH, en el auditorio Ernesto "Che" Guevara).[4]

Luego de la incursión policiaca, se decidió agregar un séptimo punto el 1 de febrero de 2000 ("Libertad de todos los presos políticos"), al ser detenidos 228 estudiantes -en el Plantel 3 de la Escuela Nacional Preparatoria, a los que se sumarían poco más de 700 con las y los estudiantes que fueron detenidos durante la entrada de la Policía Federal Preventiva a Ciudad Universitaria el 6 de febrero del 2000. El día 7 de junio de 2000 fueron liberadas las últimas seis personas detenida del CGH.[cita requerida]

## Corrientes políticas
En el CGH aunque existían distintas corrientes estudiantiles, colectivos y agrupaciones políticas, no tenían participación política como organización, pero tenían derecho democrático a plantear sus puntos de vista como cualquier compañero, mientras levantaran la mano y esperaran su turno para hablar. Había rondas específicas para la participación de delegados, donde podía haber miembros de alguna corriente que fueran elegidos como delegados al CGH por sus asambleas locales. Para ello debían representar y defender los resolutivos para los que fueron mandatados.[cita requerida]
La organización político cultural CLETA fue la única que tuvo delegados al CGH, ganando este derecho por su participación en la lucha, respeto y defensa a los principios de funcionamiento del CGH.[cita requerida]
Los líderes de las corrientes no podían tomar las decisiones de asambleas, aunque como históricamente ocurre podían influir en las reflexiones del conjunto del movimiento estudiantil. La mayoría de las organizaciones existentes dentro del CGH convencían a sectores de estudiantes de impulsar su postura, a veces la misma era modificada al pasar por la reflexión colectiva, por lo tanto a veces había convergencias y también divergencias.[cita requerida]
El Consejo Estudiantil Universitario (CEU) fue la organización estudiantil con amplia mayoría, durante más de una década, creada en octubre de 1986 por estudiantes de la UNAM que lucharon contra los planes y reformas privatizadoras del entonces rector Jorge Carpizo MacGregor.[cita requerida]
El CEU existió como tal hasta principios de 1999, y todavía en la organización previa a la huelga y los primeros meses mantenían decenas de cubículos estudiantiles en casi todas las escuelas. El CEU fue, hasta el surgimiento del CGH, la organización que encabezó los movimientos estudiantiles por años. Estaba formada por dos sectores, principalmente: uno de acción y presión a las autoridades y uno más moderado, aunque compartían las principales estrategias de lucha, que terminaron siendo afines a las del Partido de la Revolución Democrática. La antipatía del movimiento estudiantil de 1999-2000 con esta estrategia lo llevó a su disolución, primero, y posteriormente a su salida de la huelga.[cita requerida]
El Bloque Universitario de Izquierda (BUI) fue un agrupamiento de corrientes estudiantiles y estudiantes independientes, formado durante el proceso de lucha previo al estallido de la huelga. Sus reuniones se realizaban en la Facultad de Economía, y aunque podía integrarse prácticamente cualquier estudiante, se conformó fundamentalmente por corrientes que comenzaron a diferenciarse por izquierda del CEU en sus métodos de lucha y sus propuestas políticas. Aunque lo agruparon distintas visiones estratégicas frente a las luchas estudiantiles, hubo puntos de unidad fundamentales, que permitieron que el BUI fuera impulsor, en un gran número de escuelas, de asambleas, brigadeos y resolutivos para la discusión y organización contra el incremento de cuotas. Aunque estas reuniones fueron fundamentales en un inicio, el BUI disolvió sus reuniones poco después de iniciar la huelga, y las corrientes que lo integraban comenzaron a funcionar por separado, con coincidencias y divergencias durante toda la lucha. A las sesiones del BUI asistieron corrientes como el Consejo Estudiantil Metropolitano, Conciencia y Libertad, el Cleta, En Lucha, el Partido Obrero Socialista, Contracorriente y colectivos zapatistas varios, entre otros.[cita requerida]
El Comité Estudiantil Metropolitano se formó en 1997, como resultado del trabajo emanado de la Convención Nacional Estudiantil en 1994, propuesta del Ejército Zapatista de Liberación Nacional y de las movilizaciones contra el examen único en 1996.[cita requerida]
En Lucha participó en las luchas contra las reformas privatizadoras antes y después de la huelga.[cita requerida]
El Partido Obrero Socialista tuvo mayor participación en la Facultad de Economía y, aunque nunca logró construirse como corriente estudiantil, sus jóvenes participaban del CGH. Contracorriente se formó a finales de 1997, en la Facultad de Filosofía, con la publicación de una plataforma de lucha, aunque su crecimiento llegó con la huelga de 1999. La Corriente En Lucha formaba parte de la lucha contra las reformas estudiantiles cotidianamente en la Facultad de Economía, entre otras escuelas.[cita requerida]
Los medios de comunicación comenzaron a ubicar dos fracciones dentro del CGH desde tempranamente: "ultras" y "moderados" fue como se bautizó a las dos grandes tendencias, que estaban integradas por las corrientes y estudiantes de visiones políticas más flexibles frente a Rectoría (moderados) y otro sector con visiones más radicales (ultras). En un principio, la frase "ultras y moderados" se utilizaba hasta despectivamente en la prensa amarillista; posteriormente, el movimiento estudiantil informalmente se fue apropiando de estas "identidades" para contrarrestar las calumnias de la prensa y fundamentar sus posturas.[cita requerida]
Las tensiones políticas generadas por Rectoría y su incapacidad para dar un diálogo abierto a los estudiantes generaron largas discusiones sobre las iniciativas que tenía cada sector. Prácticamente todas las corrientes tuvieron incidencia en algún momento de la lucha (excepto las posturas que plantearan rebajar el pliego petitorio).[cita requerida]
Los "ultras" y "moderados" comenzaron a identificarse por escuelas, al prevalecer determinadas posturas en distintas sesiones. Pero en algunas escuelas la representación "ultra" y "moderada" era muy equitativa en algunos planteles, y esto llevaba a que en ocasiones llevaran sus diferencias políticas hasta al pleno del CGH o que llegaran delegados con posiciones divididas.[cita requerida]
Representaban la tendencia "ultra" los comités de huelga de varias facultades y escuelas: la Facultad de Ciencias Políticas y Sociales, la Escuela Nacional de Trabajo Social, una parte de la Facultad de Estudios Superiores Acatlán (FES Acatlán), una parte del Colegio de Ciencias y Humanidades Oriente (CCH Oriente) y la Escuela Nacional Preparatoria 2, entre otras. La tendencia "moderada" estaba integrada por los comités de huelga de la Facultad de Psicología, el grupo del Partido de la Revolución Democrática que controlaba el CCH  Naucalpan, la otra facción de la FES Acatlán, el posgrado, la Preparatoria 1, el Centro Universitario de Estudios Cinematográficos, la Escuela Nacional de Enfermería y Obstetricia y el CCH Vallejo, entre otras.[cita requerida]
"En medio" estaban el resto de las escuelas que en determinados momentos se inclinaban hacia una tendencia, hacia la otra o bien mantenían posturas intermedias entre ambas, dependiendo de la dinámica de la lucha. En la Facultad de Filosofía y Letras, la Escuela Nacional de Medicina Veterinaria y Zootecnia, la Escuela Nacional de Artes Plásticas, el Museo Universum, no predominaba la organización política. Finalmente, en aquellas asambleas que, con prevalencia del CEM y En Lucha, trataron de asumir una posición "neutral" intentando mediar entre ambos sectores: las facultades de Ciencias, de Economía, de Química y el CCH Azcapotzalco.[cita requerida]
De entre las distintas organizaciones que participaron entonces, se puede mencionar a las siguientes:
- En Lucha Por el Socialismo
- Centro Libre de Experimentación Teatral y Artística (CLETA)
- Unión de la Juventud Revolucionaria de México (UJRM)
- Movimiento Estudiantil Revolucionario Internacionalista (MERI)
- Liga de Trabajadores por el Socialismo/Contracorriente (LTS)
- Grupo Internacionalista
- Comité Estudiantil Metropolitano (CEM)
- Partido Obrero Socialista (POS)
- Frente Zapatista de Liberación Nacional (FZLN)
- Partido Revolucionario de los Trabajadores (PRT)